# Ricciarelli di Siena
Le ricciarelli di Siena, ou simplement ricciarelli, est une pâtisserie italienne attribuée — par un label de qualité européenne — à des biscuits souples à base d'amandes, sucre et albumine d'œuf, fabriqués dans la province de Sienne. Depuis 2010, la dénomination Ricciarelli di Siena est protégée par l'Indicazione geografica protetta (IGP).

## Histoire

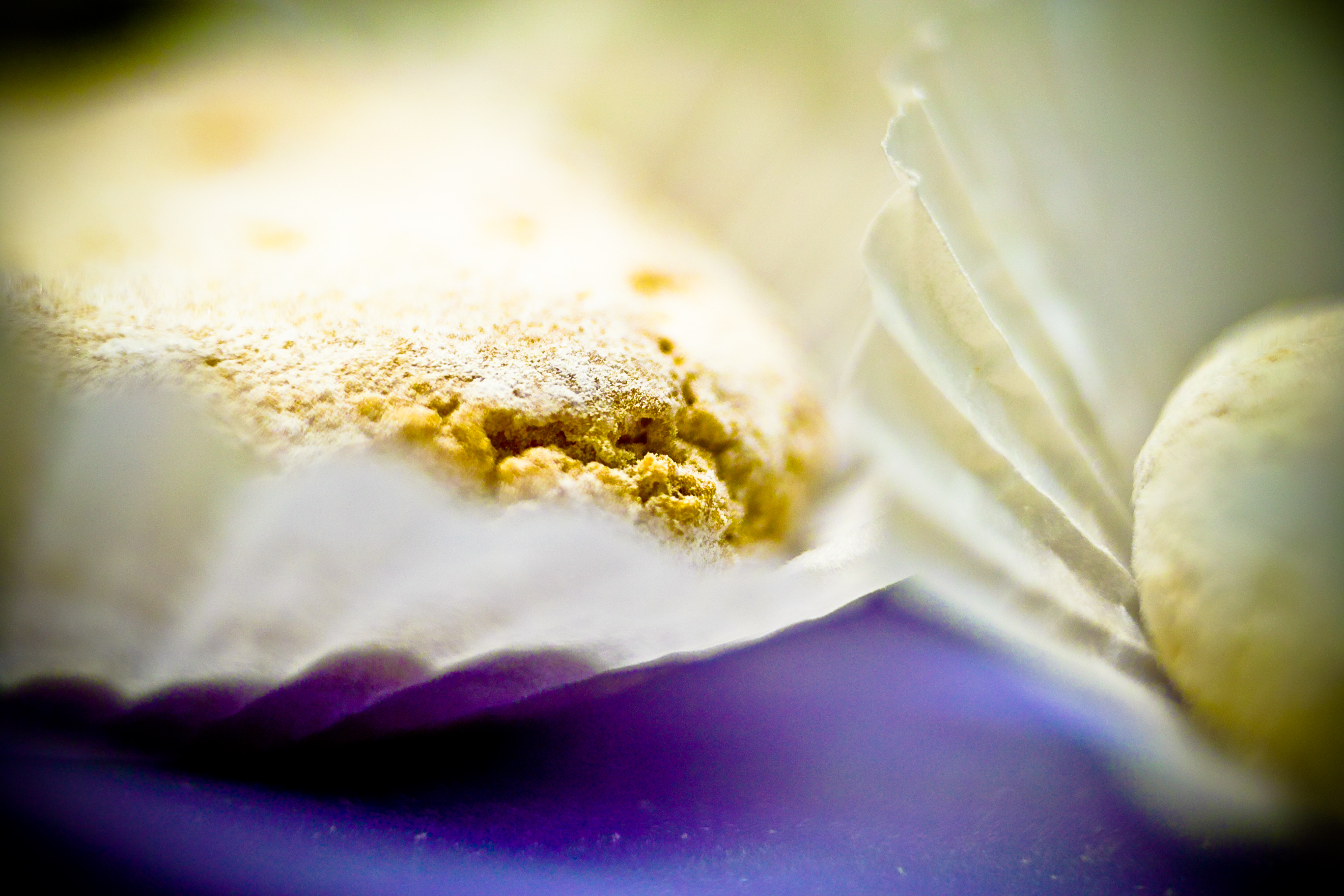
Vue rapprochée d'un ricciarello.

Autrefois, ce biscuit était préparé uniquement pour les fêtes de Noël. Au fil des années, à la suite de la forte demande des visiteurs et des touristes du monde entier, sa consommation s'est élargie aux autres mois de l'année. Sa fabrication s'effectuait alors dans les couvents et dans les boutiques d'herboristes. Dans le centre historique de Sienne, les antiques épiceries témoignent, encore aujourd'hui, de cette tradition par des plafonds peints de fresques, avec écritures en or, célébrant les ricciarelli, panforti et autres pâtisseries typiquement locales fabriquées dans ces boutiques.
L'histoire raconte aussi qu'un Siennois, Ricciardetto (d'où le nom ricciarello) della Gherardesca, aurait rapporté au retour des croisades en Terre sainte des gâteaux ayant la forme des babouches du Sultan,.
Une première référence spécifique, au terme ricciarello, est révélée dans une longue liste de pâtisseries toscanes en 1814 dans le Ditirambo di S.B. in onore del Caffè e dello Zucchero à Livourne où il est fait référence à la lupa i ricciarelli (la lupa étant une contrade de Sienne). En 1891 est publiée la première édition de l'important ouvrage la Scienza in cucina e l'arte di mangiar bene de Pellegrino Artusi, premier exemple d'un recueil de la tradition culinaire gastronomique nationale : dans ce volume, la recette du Ricciarelli di Siena indique les mêmes ingrédients qui sont encore en usage aujourd'hui (sucre blanc fin, amandes douces et amères, blanc d'œuf et saveur d'écorce d'orange).

## Caractéristiques
D'une forme d'un losange ovalisé, il a des dimensions comprises entre 50 et 105 mm sur une épaisseur qui varie de 13 à 20 mm. Sa couleur extérieure est blanche aux bords légèrement dorés. La couleur blanche de la pâte est due exclusivement à la présence du sucre. Les eicciarelli di Siena se différencient des autres productions similaires par l'absence de farine ou de fécule de pomme de terre.
Sa consommation s'accompagne très bien d'un vin doux tel le vin santo Toscano.